# Parque nacional Cape Breton Highlands
El Parque Nacional Cape Breton Highlands es un parque nacional canadiense ubicado en el norte de la isla de Cap Breton en la provincia de Nueva Escocia, Canadá. El parque cubre un área de 949 km² y fue fundado en 1936. 
En la entrada oeste del parque se encuentra es el pueblo de acadienses de Chéticamp en el Golfo de San Lorenzo y un parque de centro de información. En el lado este del parque son las playas en Ingonish en el Océano Atlántico. 
Algunos ríos que discurren por el parque son los siguientes: 
- Río Chéticamp
- Río Aspy del Norte